# مینا کاپوتو
مینا کاپوتو (به انگلیسی: Mina Caputo) (زاده ۴ دسامبر ۱۹۷۳)خواننده، ترانه‌سرا آمریکایی است.
او یک زن ترنس است.